# Босна у раном средњем вијеку
Босна у раном средњем вијеку, односно раносредњовијековна Босна (грч. χωρίον Βόσονα / земљица Босна) била је српска историјска област, која се током раног средњег вијека налазила у саставу тадашњих српских држава, првобитне Кнежевине Србије (од 7. до 10. вијека) и потоње државе Војислављевића (11. вијек). Обухватала је средишњи дио географске области Босне у горњем сливу ријеке Босне, по којој је и сама област добила име.

## Историја
Током античког периода, све области око горњег слива ријеке Босне припадале су римској провинцији Далмацији, чија је унутрашњост током 5. и 6. вијека тешко пострадала у вријеме тадашњих ратова. Досељавањем Јужних Словена на Балканско полуострво током 6. и 7. вијека започео је нови период у историји тих области. У највећем дијелу некадашње римске провинције Далмације настанили су се Срби, а тадашњи опсег српског етничког простора према западу посвједочен је вијестима франачког хроничара Ајнхарда, који је у својим „Аналима франачког краљевства“ забиљлежио, под 822. годином, да су Срби народ који држи велики дио Далмације (лат. Sorabos, quae natio magnam Dalmatiae partem obtinere dicitur).
Први помен Босне као области у историјским изворима садржан је у историографском дјелу византијског цара и писца Константина VII Порфирогенита (945-959) под насловом О управљању Царством. У 32. поглављу, које носи наслов „О Србима и земљи у којој сада станују“, помиње се и мала област, односно земљица Босна (грч. χωρίον Βόσονα) и то у саставу тадашње Кнежевине Србије. Исти извор биљежи да се у области Босне налазе два града: Катера (грч. Κάτερα) и Десник (грч. Δεσνήκ). За оба града предложене су разне убикације на ширем простору средње Босне.
После распада те српске државе у другој половини 10. вијека, претпоставља се да је Босна заједно са осталим српским земљама привремено потпала под непосредну или посредну власт Самуиловог царства (976-1018), а потом долази под привремену власт Византије. Средином 11. вијека, у вријеме успона државе Војислављевића, тадашњи српски владари Михаило и Бодин шире власт и према области Босне. Према позном Љетопису попа Дукљанина, Бодин је око 1081. године или нешто доцније за управитеља у Босни поставио кнеза Стефана. Исти Љетопис садржи и друге податке који се оносе на историју Босне у овом периоду, поготово када је ријеч о обласним подјелама и династичким односима, али та казивања немају упориште у другим изворима, те се стога у науци не сматрају као поуздана.
Крајем 11. и почетком 12. вијека долази до успона сусједне Краљевине Угарске, која временом успоставља свој утицај и на Босну, којом од 12. вијека владају банови, чиме започиње нови период у историји ове области.

## Извори и литература